# Conte di Rosebery
Conte di Rosebery è un titolo nobiliare della Parìa di Scozia.

## Storia
Esso venne creato nel 1703 per Archibald Primrose, I visconte di Rosebery, per poi rimanere ai suoi eredi. Egli era a sua volta il quarto figlio di Sir Archibald Primrose, I baronetto, Lord of Session col titolo di lord Carrington. Primrose aveva già ottenuto il titolo di Lord Primrose e Dalmeny e quello di Visconte di Rosebery nel 1700 e nell'anno in cui ricevette l'elevazione comitale ottenne anche i titoli di Lord Dalmeny e Visconte di Inverkeithing. Questi titoli erano tutti parte della parìa di Scozia.
Egli venne succeduto da suo figlio, il secondo conte. Nel 1741 alla morte di suo cugino Hugh Primrose, III visconte Primrose, egli gli succedette come V baronetto, di Carrington (il titolo di Viscount di Primrose si estinse appunto alla morte del terzo visconte). Suo figlio, il terzo conte, sedette alla Camera dei Lords come rappresentante scozzese dal 1768 al 1784. Questi venne succeduto da suo figlio, il quarto conte che fu parlamentare per Helston e Cashel nella Camera dei Comuni e fu Lord Luogotenente di Linlithgowshire. Nel 1828 egli venne creato Barone Rosebery, di Rosebery nella Contea di Edimburgo, nella Parìa del Regno Unito, il che gli diede la possibilità automaticamente di avere accesso alla camera dei Lords britannica.
Suo nipote, il quinto conte (figlio di Archibald Primrose, lord Dalmeny), il quale fu politico del partito liberale, Segretario di Stato per gli Affari Esteri nel 1886 e dal 1892 al 1894 e poi primo ministro del Regno Unito dal 1894 al 1895. Nel 1911, egli venne creato Barone Epsom, di Hyde nella contea di Surrey, Visconte Mentmore, di Mentmore nella contea di Buckingham, e Conte di Midlothian, nella parìa del Regno Unito.
Il figlio maggiore di quest'ultimo, il sesto conte, fu parlamentare per Midlothian dal 1906 al 1910 ma non prese parte attiva alla politica sino agli anni '40 del Novecento quanto prestò servizio nel governo tecnico di Winston Churchill come Segretario di Stato per la Scozia. Il titolo è tenuto attualmente da suo figlio, il settimo conte, che gli è succeduto nel 1974.
Il legittimo erede della contea di Rosebery ha normalmente il titolo di Lord Dalmeny. I conti di Rosebery risiedono a Dalmeny, presso Dalmeny House, in Scozia e, sino al 1977, ebbero residenza anche a Mentmore Towers in Inghilterra.

## Conti di Rosebery (1703)
- Archibald Primrose, I conte di Rosebery (1664–1723)
- James Primrose, II conte di Rosebery (1691–1765)
- Neil Primrose, III conte di Rosebery (1729–1814)
- Archibald John Primrose, IV conte di Rosebery (1783–1868)
  - Archibald Primrose, Lord Dalmeny (1809–1851)
- Archibald Philip Primrose, V conte di Rosebery (1847–1929)
- Albert Edward Harry Meyer Archibald Primrose, VI conte di Rosebery (1882–1974)
  - Archibald Ronald Primrose, Lord Dalmeny (1910-1931)
- Neil Archibald Primrose, VII conte di Rosebery (1929-2024)

Il legittimo erede è il figlio dell'attuale conte, Harry Ronald Neil Primrose, Lord Dalmeny (n. 1967).